# Melidectes torquatus
El mielero maquillado (Melidectes torquatus) es una especie de ave paseriforme de la familia Meliphagidae endémica de Nueva Guinea.

## Subespecies
Se reconocen cuatro subespecies:
- M. t. torquatus Sclater, PL, 1874 – en el noroeste y centro de Nueva Guinea (desde la península de Doberai hasta el macizo de Víctor Manuel);
- M. t. polyphonus Mayr, 1931 – en el noreste de Nueva Guinea (desde la cordillera de Bismarck hasta las montañas Herzog);
- M. t. cahni Mertens, 1923 – en la península de Huon;
- M. t. emilii Meyer, AB, 1886 – en el sureste de Nueva Guinea.